# Leptosphaeria contecta
Leptosphaeria contecta är en svampart som tillhör divisionen sporsäcksvampar, och som beskrevs av Kohlm.. Leptosphaeria contecta ingår i släktet Leptosphaeria, och familjen Phaeosphaeriaceae. Arten är reproducerande i Sverige.